# Ranoli
Ranoli là một thị trấn thống kê (census town) của quận Vadodara thuộc bang Gujarat, Ấn Độ.

## Nhân khẩu
Theo điều tra dân số năm 2001 của Ấn Độ, Ranoli có dân số 11.057 người. Phái nam chiếm 54% tổng số dân và phái nữ chiếm 46%. Ranoli có tỷ lệ 74% biết đọc biết viết, cao hơn tỷ lệ trung bình toàn quốc là 59,5%: tỷ lệ cho phái nam là 81%, và tỷ lệ cho phái nữ là 65%. Tại Ranoli, 12% dân số nhỏ hơn 6 tuổi.